# Xia Huan

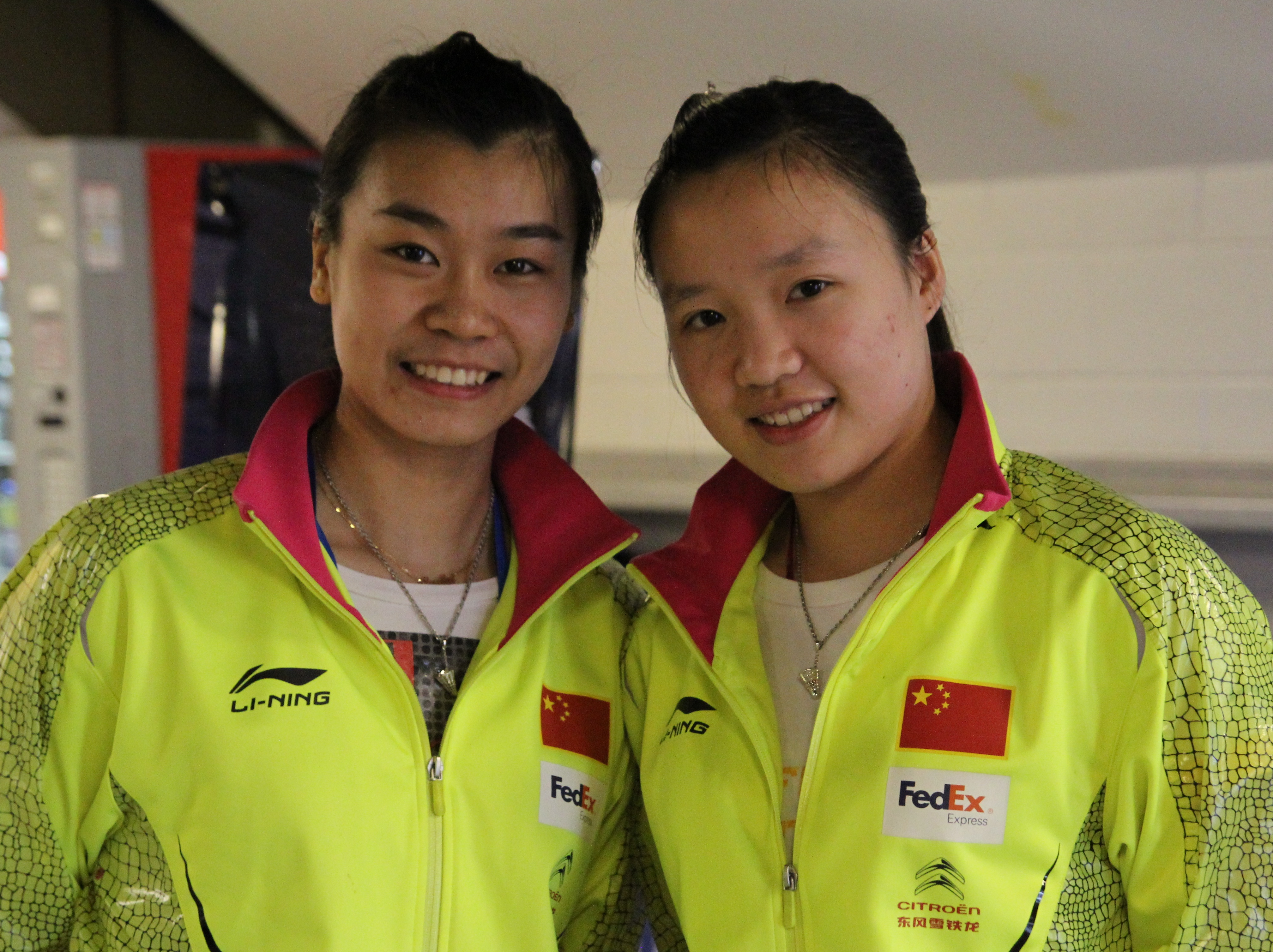
Xia Huan und Tang Jinhua 2012

Xia Huan (chinesisch 夏欢; * 30. Januar 1992 in Anhua, Yiyang, Provinz Hunan) ist eine chinesische Badmintonspielerin.

## Karriere
Xia Huan wurde 2009 Juniorenweltmeisterin im  Damendoppel mit Tang Jinhua. Die Junioren-Asienmeisterschaften 2009 und 2010 gewannen beide ebenfalls. Bei den Vietnam Open 2010 feierten beide ihren ersten großen Erfolg bei den Erwachsenen. Dort drangen sie bis ins Finale vor, unterlagen dann jedoch ihren Landsleuten Ma Jin und Zhong Qianxin knapp in drei Sätzen. 2011 siegten beide bei den China Masters.

## Sportliche Erfolge
| Saison | Veranstaltung               | Disziplin   | Platz | Name                   |
| ------ | --------------------------- | ----------- | ----- | ---------------------- |
| 2008   | Junioren-Weltmeisterschaft  | Team        | 1     | China                  |
| 2008   | Junioren-Weltmeisterschaft  | Damendoppel | 3     | Lu Lu / Xia Huan       |
| 2009   | Junioren-Asienmeisterschaft | Damendoppel | 1     | Tang Jinhua / Xia Huan |
| 2009   | Junioren-Weltmeisterschaft  | Damendoppel | 1     | Tang Jinhua / Xia Huan |
| 2009   | Junioren-Weltmeisterschaft  | Mixed       | 3     | Liu Peixuan / Xia Huan |
| 2010   | Junioren-Asienmeisterschaft | Damendoppel | 1     | Tang Jinhua / Xia Huan |
| 2010   | Vietnam Open                | Damendoppel | 2     | Tang Jinhua / Xia Huan |
| 2011   | China Masters               | Damendoppel | 1     | Tang Jinhua / Xia Huan |